# Jaipur Semindari
Jaipur Semindari (Jeypore Zemindare), gemensamt namn på en mängd små brittisk-indiska vasallstater vid östra Ghats. Deras yta var totalt 33 750 km² och befolkningen huvudsakligen stamfolk och dravidisk.